# Chikboganhal, Koppal
Chikboganhal là một làng thuộc tehsil Koppal, huyện Koppal, bang Karnataka, Ấn Độ.